# Brachytropisoma girardinae
Brachytropisoma girardinae är en mångfotingart som beskrevs av Filippo Silvestri 1897. Brachytropisoma girardinae ingår i släktet Brachytropisoma, ordningen vinterdubbelfotingar, klassen dubbelfotingar, fylumet leddjur och riket djur. Inga underarter finns listade i Catalogue of Life.